# Tanja Dickenscheid
Tanja Roswitha Dickenscheid (* 17. Juni 1969 in Mainz) ist eine ehemalige deutsche Hockeyspielerin und dreifache Olympiateilnehmerin.

## Karriere
Tanja Dickenscheid spielte zunächst für die Sportvereinigung 1910 Gau-Algesheim, dann ab 1985 für den Rüsselsheimer RK, mit dem sie 1990 in der Halle ihren ersten Deutschen Meistertitel gewann, dem bis 2002 fünf weitere Titel folgten. Im Feldhockey erkämpften die Rüsselsheimerinnen 1992, 1993, 1995, 1997 und 2001 den Titel. 2004 kehrte die Mittelfeldspielerin nach einer Pause noch einmal zurück in das Team und gewann auch im Freien ihren sechsten Meistertitel.
1989 debütierte Tanja Dickenscheid in der deutschen Hockeynationalmannschaft. Bei ihrem ersten großen Turnier, der Champions Trophy 1989, belegte sie den dritten Platz. Anfang 1990 gewann sie mit der deutschen Mannschaft den Titel bei der Halleneuropameisterschaft. Bei der Weltmeisterschaft 1990 in Sydney belegte die deutsche Mannschaft den achten Platz. 1991 gewann die deutsche Mannschaft bei der Feldhockey-Europameisterschaft die Silbermedaille nach einer Finalniederlage gegen England. Im Jahr darauf waren die spanischen Gastgeberinnen die Siegerinnen bei den Olympischen Spielen in Barcelona, Tanja Dickenscheid erhielt nach der 2:1-Niederlage im Finale die Silbermedaille.
Für den Gewinn der Silbermedaille bei der Olympiade 1992 erhielt sie am 23. Juni 1993 das Silberne Lorbeerblatt.
1993 gehörte Tanja Dickenscheid zum zweiten Mal der deutschen Siegermannschaft bei einer Halleneuropameisterschaft an. Bei der Weltmeisterschaft 1994 in Dublin belegte die Mannschaft den vierten Platz. Nach einer Bronzemedaille bei der Feldhockey-Europameisterschaft 1995 erreichte das deutsche Team bei der Champions Trophy 1995 wie bei der Weltmeisterschaft im Vorjahr den vierten Platz. Bei ihrer zweiten Olympiateilnahme 1996 in Atlanta belegte sie mit dem deutschen Team den sechsten Platz. Erfolgreicher war die deutsche Mannschaft bei der Weltmeisterschaft 1998 in Utrecht, als das Team die Bronzemedaille gewann. Nach dem siebten Platz bei den Olympischen Spielen in Sydney beendete Tanja Dickenscheid ihre internationale Karriere.
Insgesamt wirkte Tanja Dickenscheid von 1989 bis 2000 in 189 Länderspielen mit, davon 10 in der Halle.